# Olof Olingdahl
Olof Olingdahl, född 21 april 2011 i Huddinge församling i Stockholms län, är en svensk skådespelare.
Olingdahl debuterade som unga Borka i TV-serien Ronja (2024), nyinspelningen efter Astrid Lindgrens roman Ronja Rövardotter, och har haft mindre roller i serierna Genombrottet (2025) och filmatiseringen av Jens Lapidus roman Paradis City (2025). 
Han är son till barnskådespelaren och dokumentärfilmaren Tobias Olingdahl.